# Марцелин (војсковођа)
Марцелин или Маркелин (лат: Marcellinus, умро у августу 468) био је западноримски војсковођа и ујак цара Јулија Непота.
Када је цар Валентинијан III својом руком убио војсковођу Аеција 454., Марцелин, који је у то време боравио у Далмацији, се побунио против цара који је погубио његовог старог ратног друга. Марцелин је тада загосподарио провинцијом Далмацијом и тамо је и остао све док у децембру 457. престо није преузео његов познаник, дотадашњи војсковођа, Мајоријан. Марцелин је 461. отерао Вандале са Сицилије у оквиру Мајоријановог плана који је требало да резултује походом на Вандалску краљевину у Африци преко Хиспаније. Међутим, Гејсерих је уништио римску флоту у Хиспанији и пре њеног поласка, војсковођа Рицимер је заузврат свргао Мајоријана, а Марцелин се вратио у Далмацију и прихватио врховну власт источноримског цара Лава I.
У неколико наврата Марцелин је планирао поход на Италију али је италска аристократија преко цариградског двора успевала да га обузда. Најзад, након дугих преговора између Рицимера и Лава у пролеће 467. у Италију је, праћен Марцелиновим војницима, стигао византијски штићеник Антемије. Он је као нови западноримски цар доделио Марцелину почасну титулу патриција и покушао је да од њега створи противтежу Рицимеру. Уз помоћ цара Лава, Антемије је 468. планирао поход на Вандале. Команда над бројном византијском флотом поверена је неспособном Василиску, док је Марцелин послат на Сицилију после које је заузео и Сардинију. Поход је пропао, а Марцелин је у повратку убијен на Сицилији, највероватније по Рицимеровом наређењу. Његов сестрић Јулије Непот је затим наследио власт над Далмацијом и одатле је 474. заузео западноримски трон уз подршку Византије.